# Finlandia ai Giochi della XXI Olimpiade
La Finlandia partecipò ai Giochi della XXI Olimpiade che si sono svolti a Montréal dal 17 luglio al 1º agosto 1976, con una delegazione di 83 atleti impegnati in 14 discipline per un totale di 63 competizioni. Portabandiera alla cerimonia d'apertura fu il mezzofondista Lasse Virén, già vincitore di due medaglie d'oro a Monaco di Baviera 1972. Il bottino della squadra fu di sei medaglie: quattro d'oro e due d'argento. Due delle medaglie d'oro furono nuovamente conquistate dallo stesso Virén, che divenne il primo atleta nella storia delle Olimpiadi a vincere sia gara dei 5000 che quella dei 10000 metri in due edizioni consecutive dei Giochi.

## Medaglie
| Medaglia | Nome             | Sport              | Evento                 |
| -------- | ---------------- | ------------------ | ---------------------- |
| Oro      | Lasse Virén      | Atletica leggera   | 5000 metri             |
| Oro      | Lasse Virén      | Atletica leggera   | 10000 metri            |
| Oro      | Pertti Karppinen | Canottaggio        | Singolo                |
| Oro      | Pertti Ukkola    | Lotta greco-romana | Pesi gallo             |
| Argento  | Antti Kalliomäki | Atletica leggera   | Salto con l'asta       |
| Argento  | Hannu Siitonen   | Atletica leggera   | Lancio del giavellotto |